# Dasný
Dasný település Csehországban, a České Budějovice-i járásban. Dasný Zliv, Hluboká nad Vltavou, Pištín, Čejkovice és České Budějovice településekkel határos. Lakosainak száma 345 fő (2024. január 1.).

## Népesség
A település lakosságának változását az alábbi diagram mutatja:
| Lakosok száma | 253  | 250  | 242  | 187  | 181  | 230  | 331  | 331  | 342  | 345  |
|               | 1869 | 1890 | 1921 | 1950 | 1980 | 2001 | 2017 | 2019 | 2022 | 2024 |